# Storrs Lovejoy Olson
Storrs Lovejoy Olson   (Chicago, 3 d'abril de 1944 - Fredericksburg, 20 de gener de 2021) fou un biòleg i ornitòleg nord-americà. Fou un dels paleontòlegs aviaris més destacats del món.

## Biografia
Una trobada amb Alexander Wetmore l'any 1967 el va portar al seu principal camp de recerca de la Paleornitologia i als seus treballs a l'illa de l'Ascensió i Santa Helena, on va fer notables descobriments a la dècada dels 70, incloent les espècies Upupa antaios i Porzana astrictocarpus. L'any 1976 va conèixer a la seva futura esposa Helen F. James, que més tard es va convertir en una altra paleornitologa, centrant-se en les aus prehistòriques del Quaternari tardà.
Durant el seu treball de recerca a Hawaii, que va durar 23 anys, Olson i James van trobar i van descriure les restes de 50 espècies d'aus extintes noves per a la ciència, incloent el Nēnē-nui, els moa-nalos Apteribis, i Grallistrix. També va ser un dels autors de la descripció del rosegador extint Noronhomys vespuccii. L'any 1982, va descobrir els ossos subfòssils de Chlorostilbon bracei a les Bahames, que va donar proves que aquest colibrí és una espècie vàlida i diferent. El novembre de 1999, Olson va escriure una carta oberta al National Geographic Society, en el qual va criticar les afirmacions de Christopher P. Sloan sobre la transició de dinosaure-au referint-se a l'espècie falsa Archaeoraptor. L'any 2000, va ajudar a resoldre el misteri del Necropsar leguati del Museu Mundial de Liverpool, que va resultar ser una mostra albina del tremolador gris (Cinclocerthia gutturalis).
Olson va ser el guanyador del Premi a la Recerca Loye i Alden Miller en 1994. Anteriorment va ser conservador d'aus en el Museu d'Història Natural dels Estats Units, a partir de l'any 2009 manté una posició emèrita a la institució.

## Epònims
Diverses espècies d'aus prehistòriques han estat nomenades en honor de Storrs Olson, incloent Nycticorax olsoni, Himantopus olsoni, Puffinus olsoni Primobucco olsoni, Gallirallus storrsolsoni, i Quercypodargus olsoni.